# العباس (دير الزور)
العباس قرية سورية تتبع ناحية الجلاء في منطقة البوكمال في محافظة دير الزور. بلغ عدد سكانها 2314 نسمة في عام 2004 حسب إحصاء المكتب المركزي للإحصاء.تقع على ضفاف نهر الفرات و يحدها كل من الطواطحه و المجاودة.